# Калуга II
Калу́га II (Калуга-Друга) — залізнична станція Московської залізниці на лінії Тихонова Пустинь — Сухиничі-Головні, розташована в міському окрузі Калуга, Калузької області. Входить до Московсько-Смоленського центру організації роботи залізничних станцій ДЦС-3 Московської дирекції управління рухом. За основним застосуванням є проміжною, за обсягом роботи віднесена до 4-го класу.
На станції п'ять пасажирських платформ, одна з них висока у тупикової колії для електропоїздів з Москви. Також є вокзальна будівля.
Калуга ІІ — другорядна станція міста Калуги (основна станція — Калуга I). Через віддаленість від основної частини міста не має популярності серед пасажирів, хоча до неї автобус йде всього 15-20 хвилин.

## Історія
Станція відкрита 26 травня 1959 року, як Калуга II, на місці колишньої станції Сергіїв Скит .

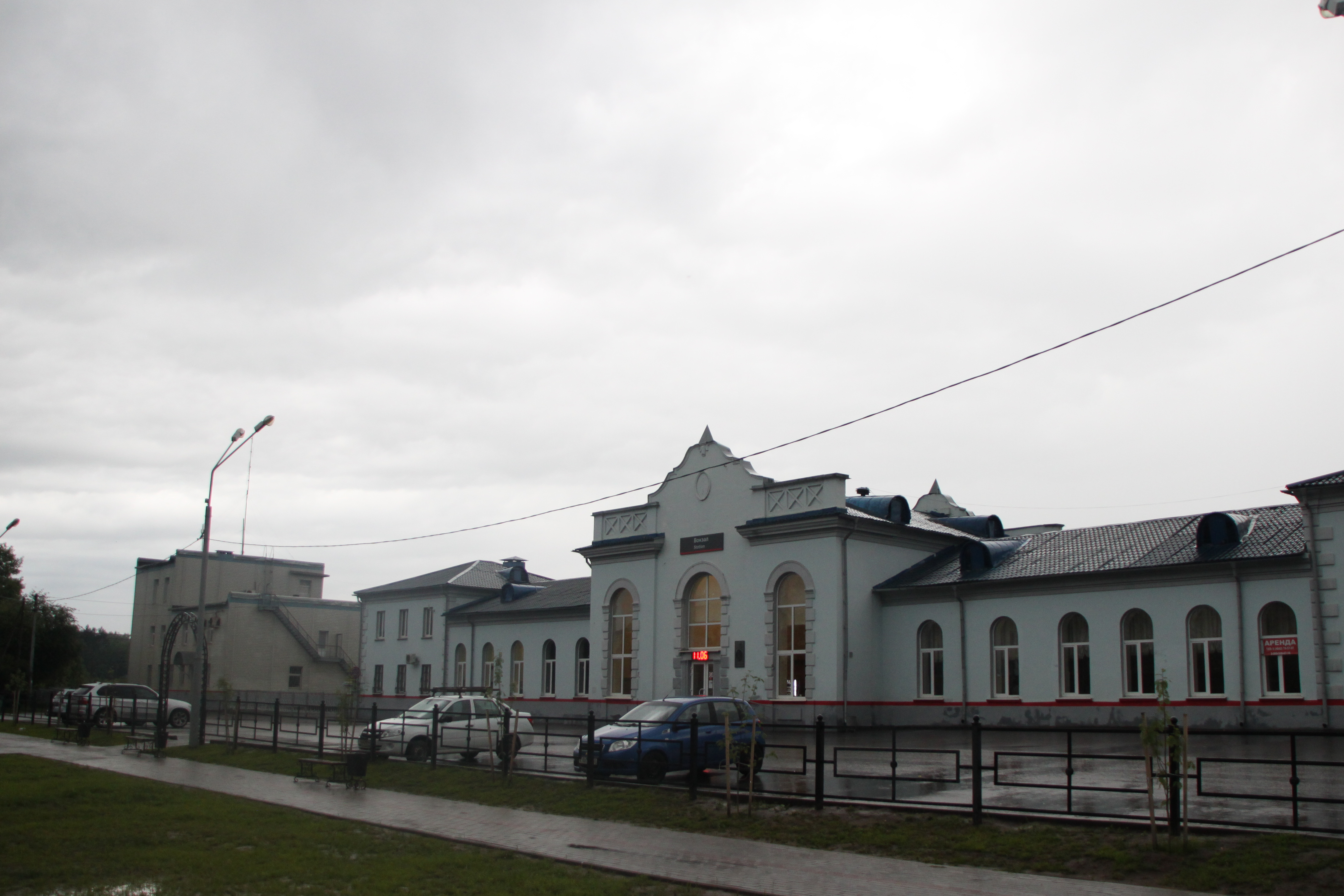
Вокзал станції Калуга II
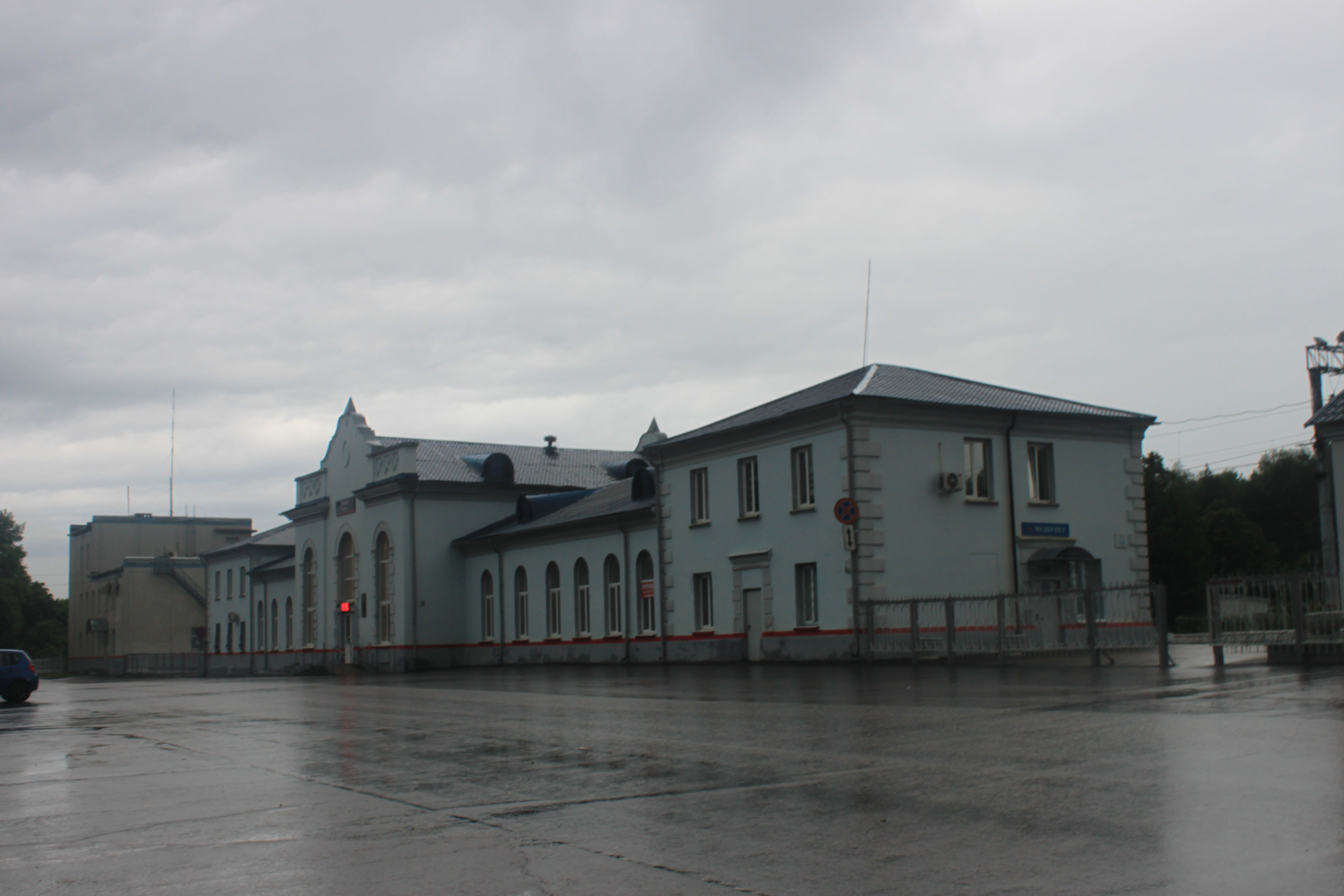
Вокзал
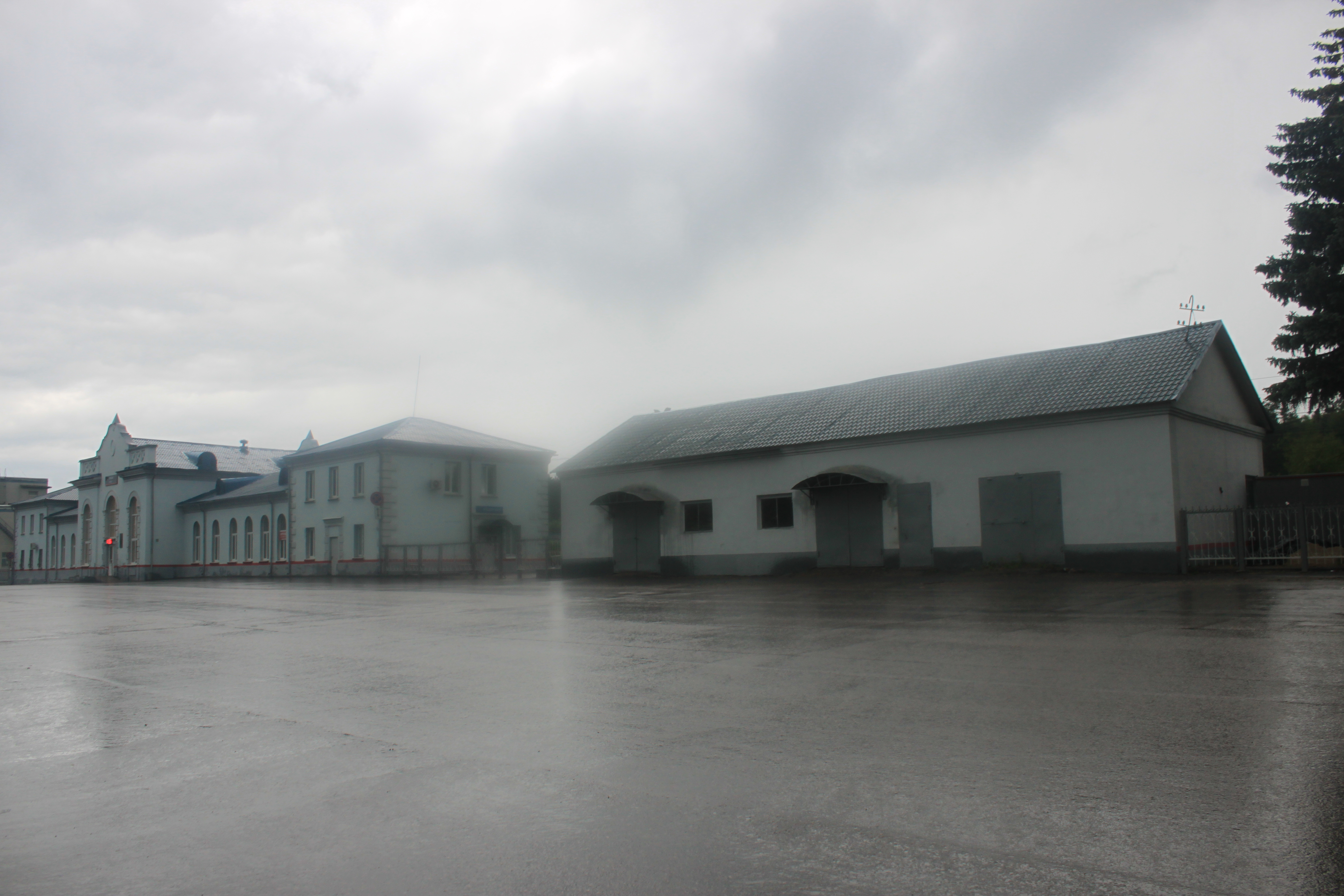
Привокзальна площа

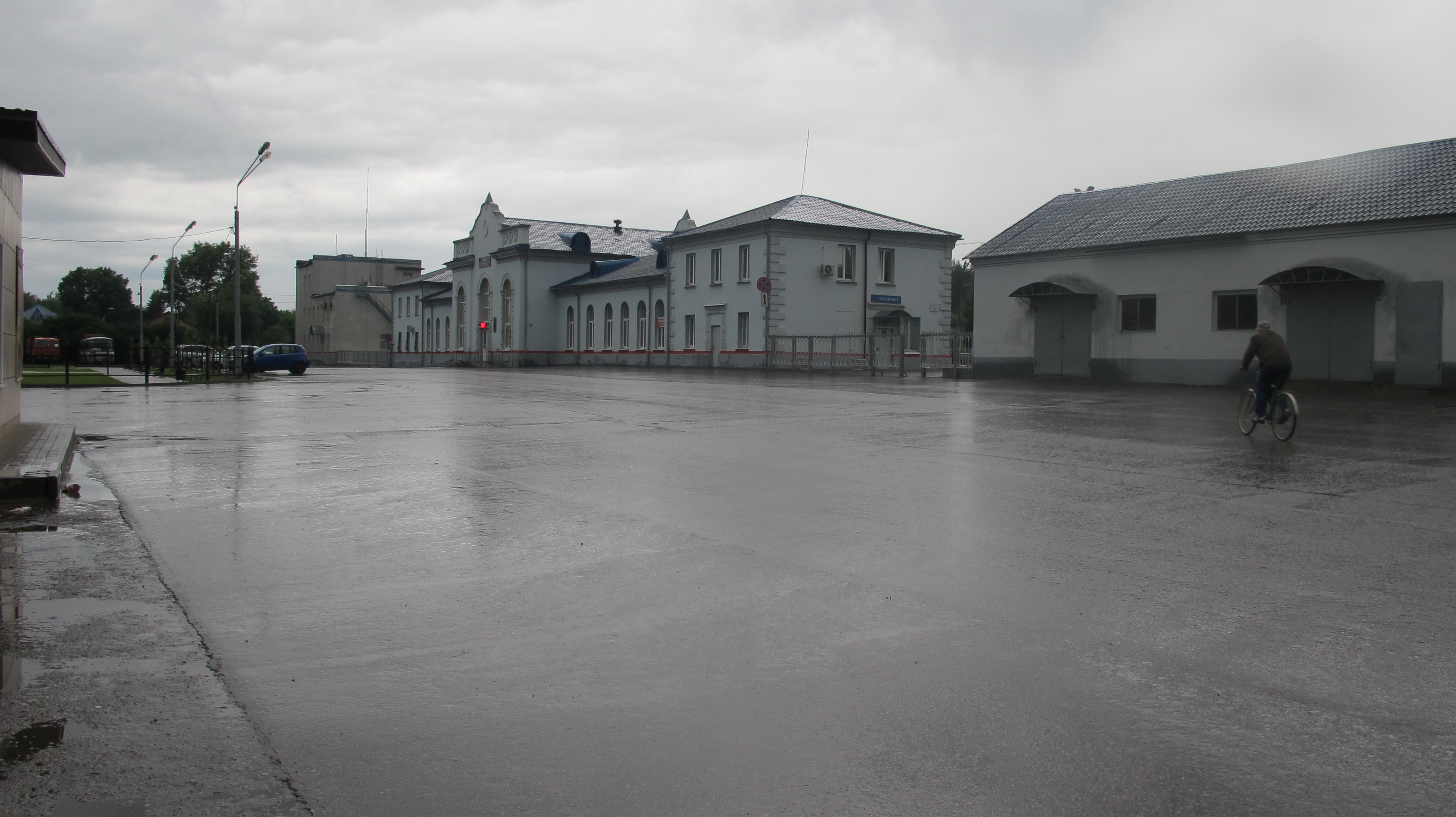
Привокзальна площа
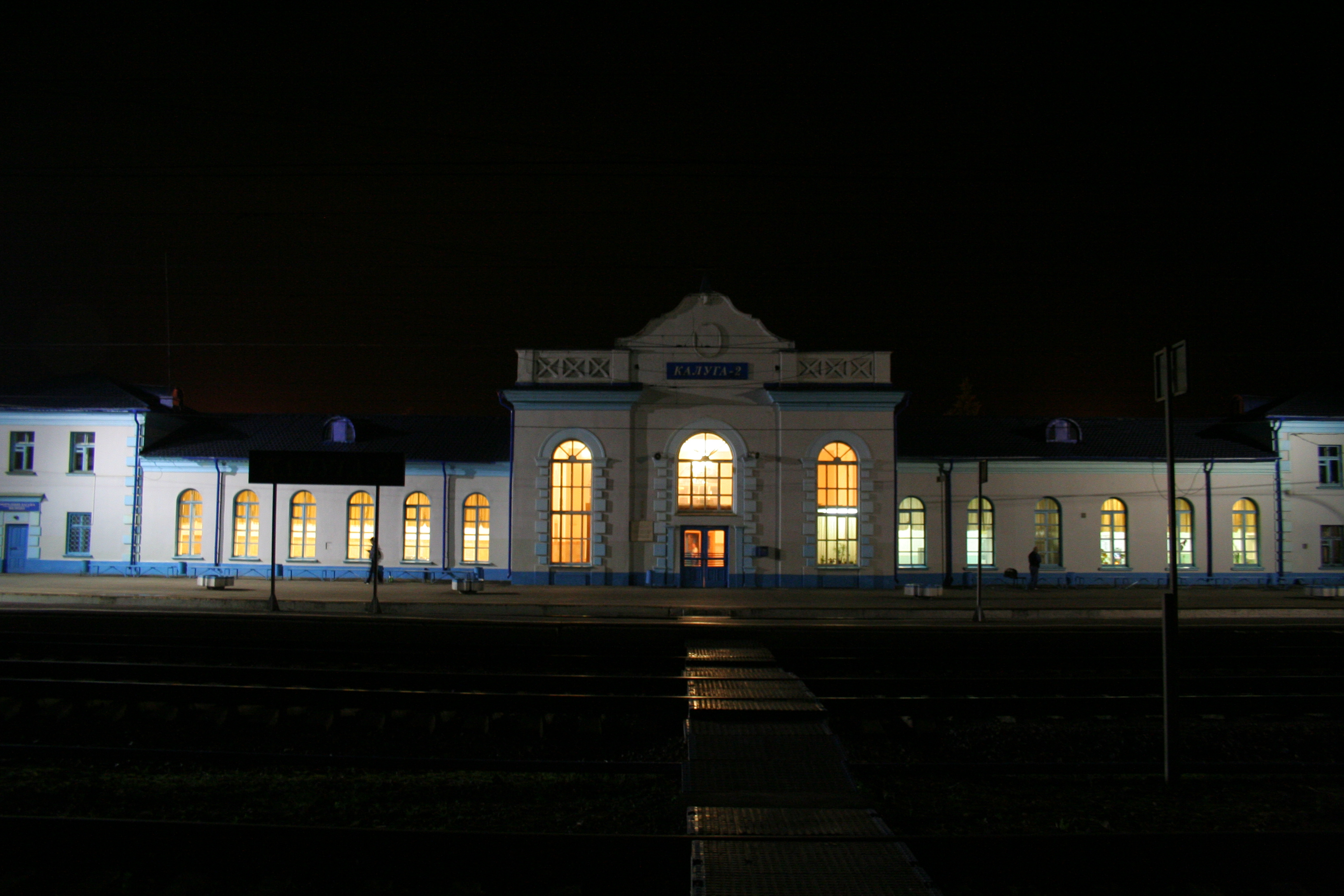
Вокзал вночі
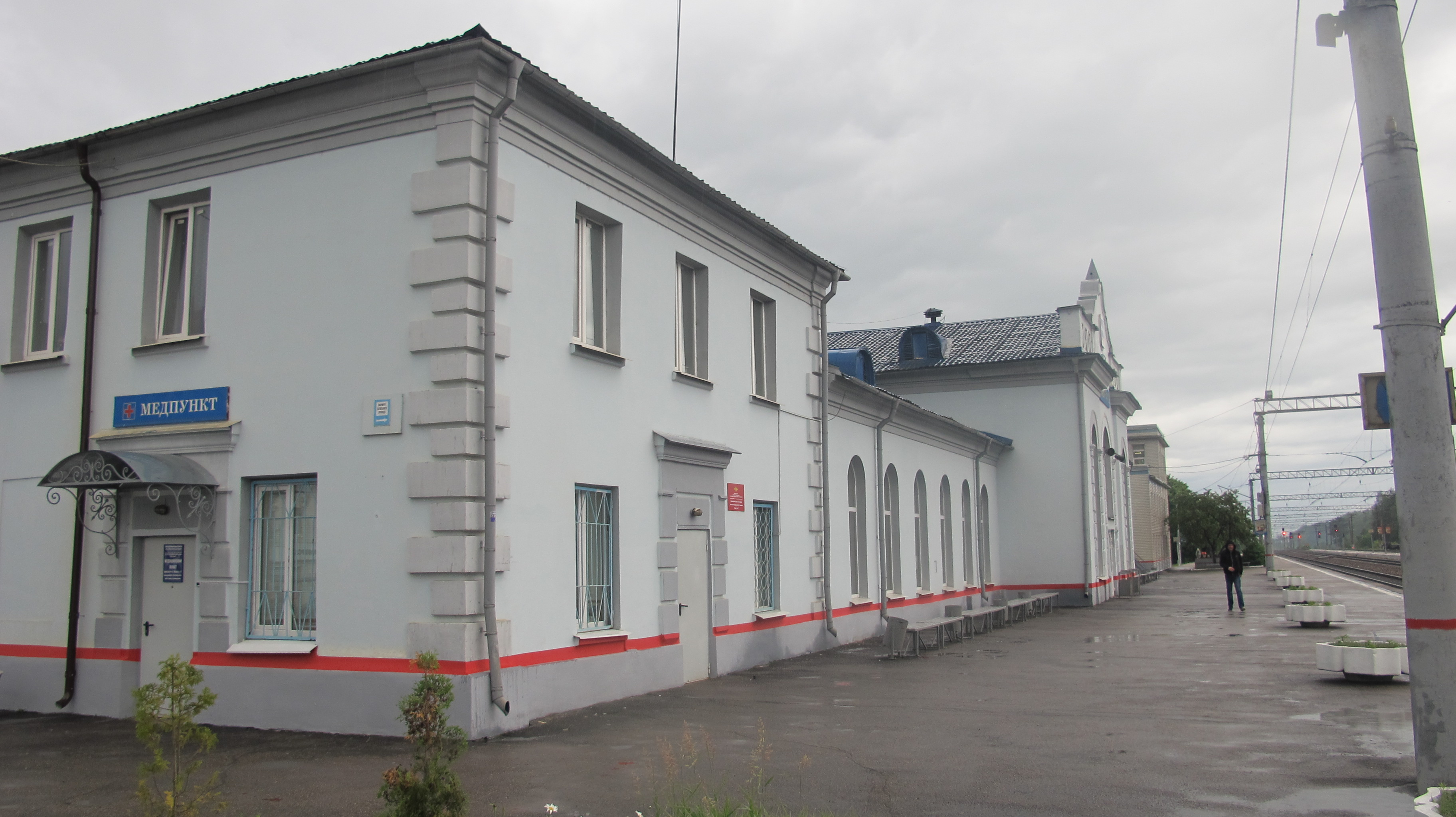
Вигляд з перону

## Пасажирські потяги далекого сполучення
На станції Калуга II зупиняються потяги далекого сполучення, з яких один з них формування «Укрзалізниці» фірмовий пасажирський потяг «Одеса».
| Рух потягів по станції Калуга II |                 |                              |
| №                                | Назва потяга    | Маршрут сполучення           |
| 23/24                            | «Одеса»         | Москва — Одеса               |
| 65/66                            | «Співдружність» | Москва — Кишинів             |
| 85/86                            |                 | Москва — Климів / Новозибков |
| 99/100                           | «Іван Паристий» | Москва — Брянськ             |
| 101/102                          |                 | Москва — Брянськ             |
| 103/104                          |                 | Москва — Брянськ             |
| 105/106                          |                 | Москва — Брянськ             |
| 109/110                          |                 | Москва — Брянськ             |
| 139/140                          |                 | Санкт-Петербург — Брянськ    |

## Приміське сполучення
Через станцію проходять приміські поїзди:
- одна нічна пара «Москва — Калуга II» (в попередні роки пар було набагато більше, нині все перенаправлені на Калугу І). Калуга II є найвідальнійшою станцією головного ходу, що має прямий зв'язок з Москвою приміськими електропоїздами. Час у дорозі від Москви  — 3 год. 10 хв.
- П'ять пар електропоїздів «Калуга І — Сухиничі-Головні»
- Одна пара приміського поїзда — автомотриси «Калуга І — Фаянсова».

## Галерея

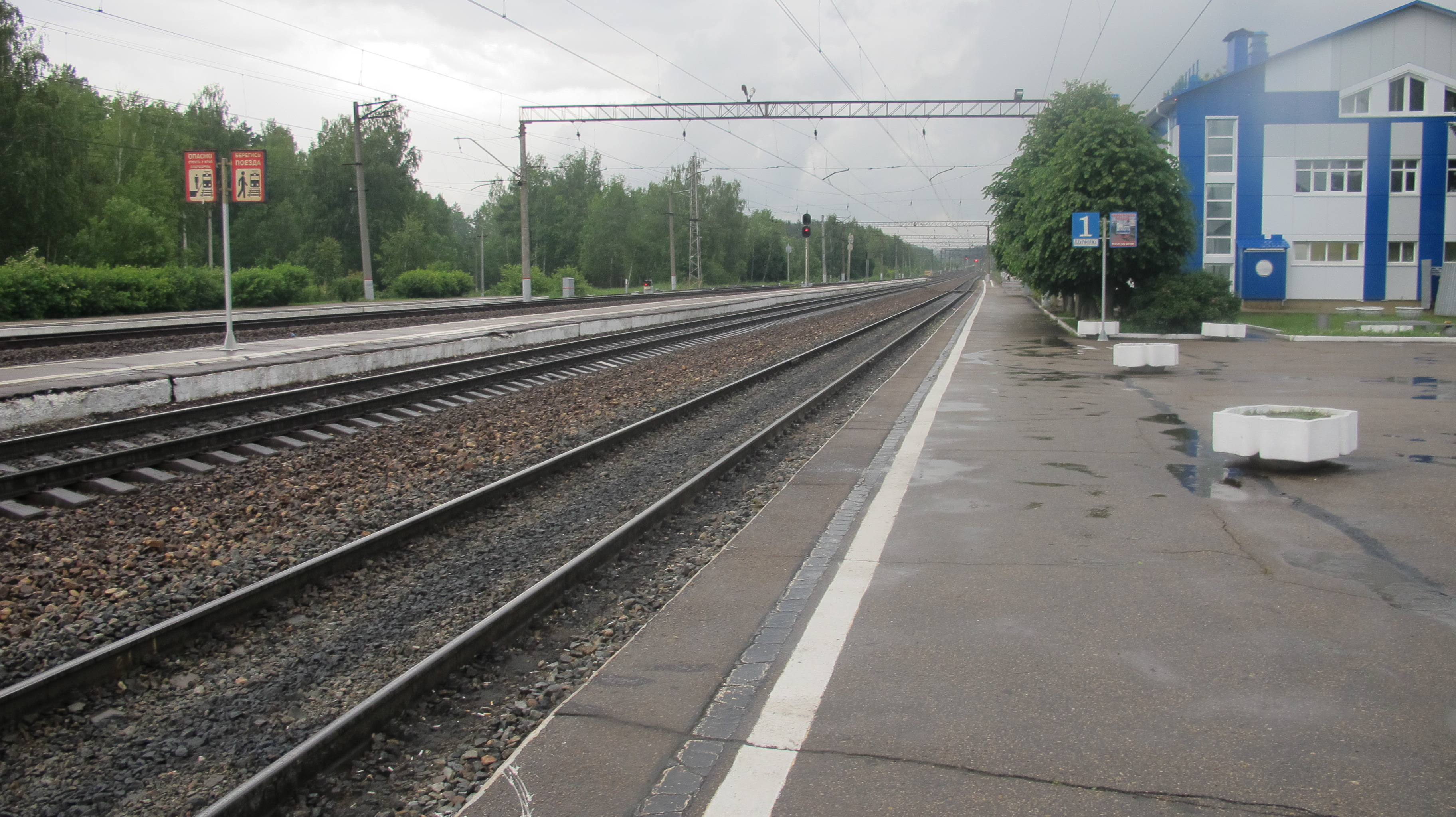
Платформа № 1
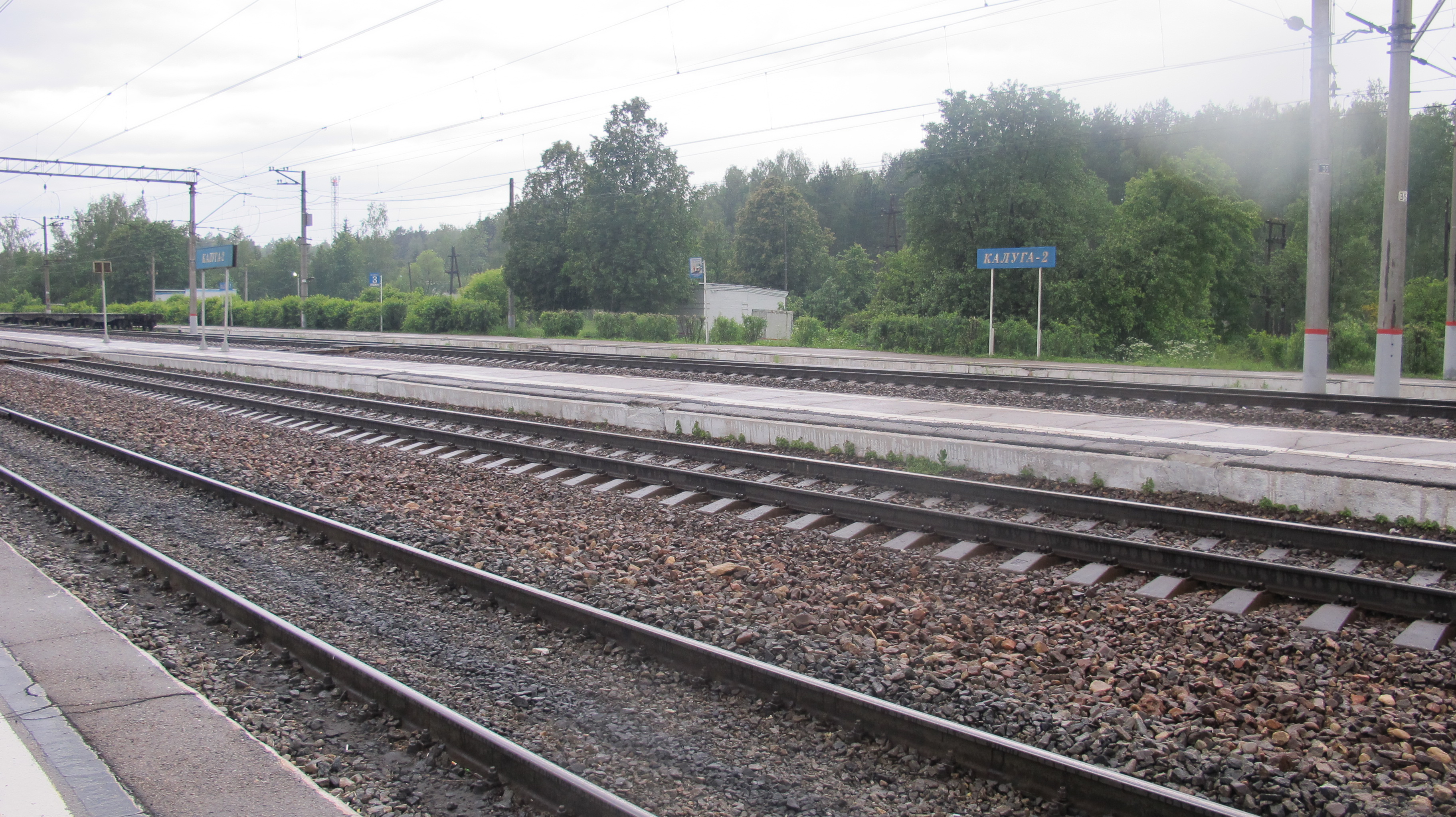
Колії станції
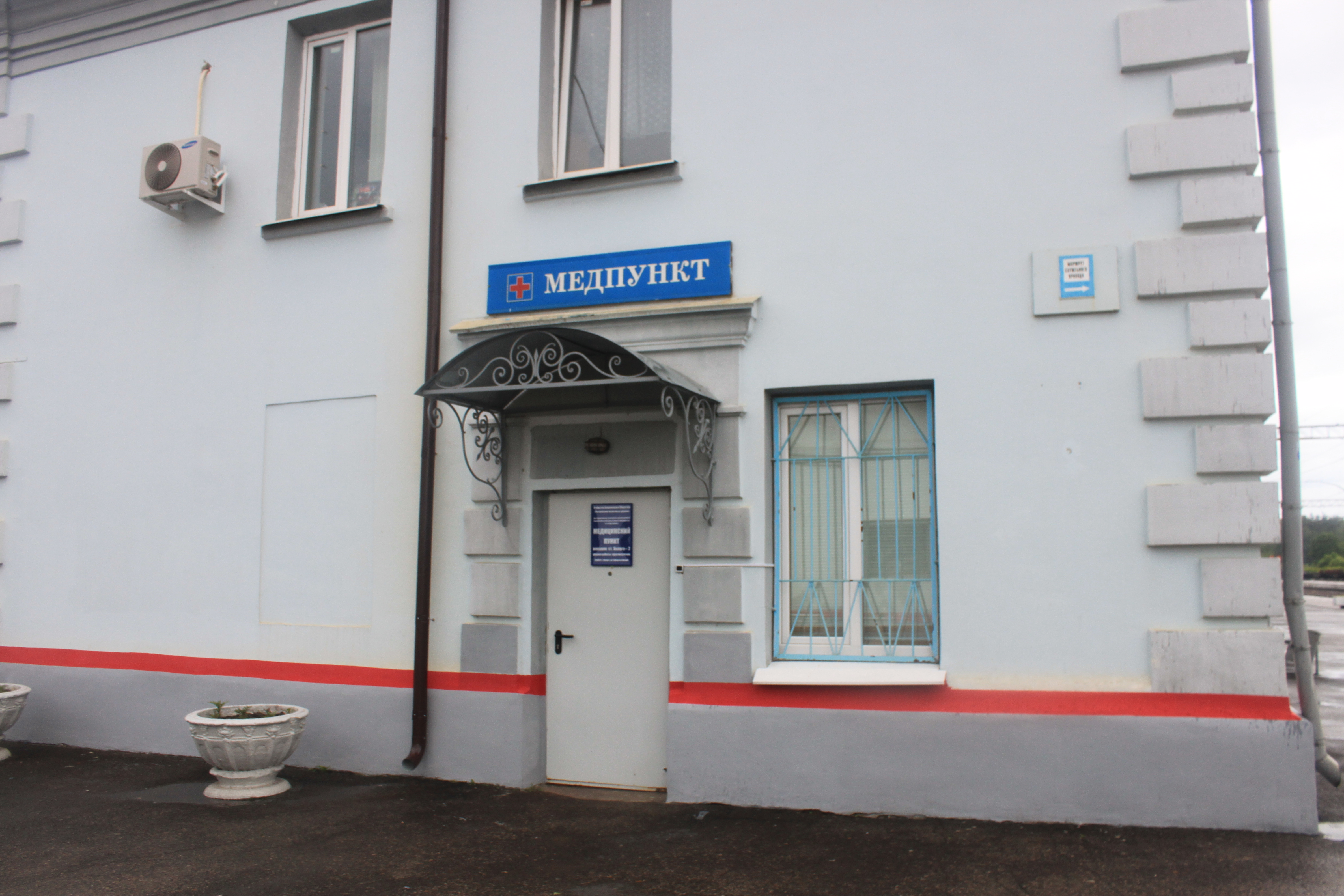
Медичний пункт
- ЕП10